# Liste der Kulturdenkmale in Döschnitz
In der Liste der Kulturdenkmale in Döschnitz sind alle Kulturdenkmale der thüringischen Gemeinde Döschnitz (Landkreis Saalfeld-Rudolstadt) und ihrer Ortsteile aufgelistet (Stand: 12. Februar 2013).

## Denkmalensemble
| Bild            | Bezeichnung                                     | Lage    | Datierung | Beschreibung                                                                                          | ID |
| --------------- | ----------------------------------------------- | ------- | --------- | --- | -- |
| Fotos hochladen | Denkmalensemble, Ortsstraße 51-52-53 und Kirche | (Karte) |           | Denkmalensemble um die Kirche mit Pfarrhaus (Nr. 51), Scheune, Kantorat (Nr. 52) und Edelhof (Nr. 53) |    |

## Einzeldenkmale
| Bild                           | Bezeichnung           | Lage                    | Datierung | Beschreibung                                           | ID |
| ------------------------------ | --------------------- | ----------------------- | --------- | ------------------------------------------------------ | -- |
| weitere Bilder Fotos hochladen | Dorfkirche            | (Karte)                 |           | Kirche mit Ausstattung                                 |    |
| BW                             | Wohnhaus              | Bockschmiede 59 (Karte) |           |                                                        |    |
| Fotos hochladen                | Gasthaus und Pension  | Bockschmiede 60 (Karte) |           |                                                        |    |
| Fotos hochladen                | Wohnhaus              | Ortsstraße 9a (Karte)   |           | Wohnhaus der ehemaligen Brauerei Böttner und Eiskeller |    |
| Fotos hochladen                | Ruine einer Hofanlage | Ortsstraße 10 (Karte)   |           |                                                        |    |
| Fotos hochladen                | Scheune               | Ortsstraße 17 (Karte)   |           | gegenüber Ortsstraße 17                                |    |

## Quelle
- Denkmalliste des Landkreises Saalfeld-Rudolstadt. (PDF; 632 kB) kreis-slf.de